# کمپ مارمال
کمپ مارمال (انگلیسی: Camp Marmal) تاسیسات نیروهای مسلح افغانستان بود. این فرودگاه در مجاورت فرودگاه بین‌المللی مولانا جلال الدین بلخی در مزار شریف افغانستان در دامنه کوه‌های هندوکش قرار داشت. این کمپ در سپتامبر ۲۰۰۵ افتتاح شد. نام این کمپ از کوه‌های مرزی مارمال گرفته شده است. قبل از خروج نیروهای آلمانی، این پایگاه بزرگترین پایگاه بوندس‌ور در خارج از آلمان بود.
کمپ مارمال میزبان نیروهای فرماندهی سلسله کمک مشاوره - شمال متعلق به ماموریت حمایت قاطع ناتو بود که در سال ۲۰۱۴ جانشین نیروهای بین‌المللی کمک به امنیت شد.
این پایگاه دارای یک مرکز پزشکی بزرگ برای نیروهای آلمانی، متحدان ناتو و غیرنظامیان محلی بود. این پایگاه از عملیات‌های جنگی آلمان در افغانستان در اوایل سال ۲۰۰۹ پشتیبانی کرد.

## تاریخچه
آلمان ساخت این کمپ را در ۳ نوامبر ۲۰۰۵ آغاز کرد و در ۲ اوت ۲۰۰۶ عملیاتی شد. در ژوئن ۲۰۲۱، این پایگاه به نیروهای مسلح افغانستان واگذار شد و آخرین سربازان آلمانی افغانستان را ترک کردند. در ۱۵ اوت ۲۰۲۱، نیروهای طالبان این پایگاه هوایی را در جریان حمله نظامی طالبان، از نیروی هوایی افغانستان تسخیر کردند.

## بیمارستان
بیمارستان نظامی آلمان در سال ۲۰۰۷ تکمیل شد. هدف اصلی آن ارائه خدمات اضطراری به نیروهای RSM بود. به غیرنظامیان آلمانی در افغانستان، امدادگران نیز به صورت قراردادی یا در مواقع اضطراری به خدمت گرفته شده و خدمات ارائه می‌دادند. 
در کنار دو واحد عملیات، متخصصان، کلینیک‌های سرپایی، ایستگاه‌های مراقبت‌های ویژه وجود داشت.این بیمارستان، داروخانه و آزمایشگاه تقریباً ۸۰ پرسنل نظامی داشت. 